# グアム準州選出のアメリカ合衆国下院議員
グアム準州選出のアメリカ合衆国下院議員は、アメリカ合衆国・グアム準州選出の下院議員である。本会議での議決権は有していない。

## 沿革
1964年、グアム第7議会はワシントンに常駐する住民代表の役職を設置した。1965年にアントニオ・ボルハ・ウォン・パットが初代ワシントン代表に就任。グアム選出の議員を米国議会に送るため、パットはロビー活動を行った。
1972年4月10日、公法92 - 271(通称: グアム - ヴァージン諸島代表法; 本文)が可決され、グアム及びアメリカ領ヴァージン諸島は米国下院に投票権の持たない代議員を1人送り込めるようになった。
1972年、グアムで初の下院選挙が開催され、民主党から出馬したパットが当選した。以降、ベン・ブラズ(1985年 -1993年)とジェームズ・モイラン(2023年-)を除いて、民主党の候補が当選している。

## グアム準州全州選挙区
グアム準州全州選挙区(英語: Guam's at-large congressional district)は、アメリカ合衆国連邦下院の選挙区。定数1人の小選挙区制。

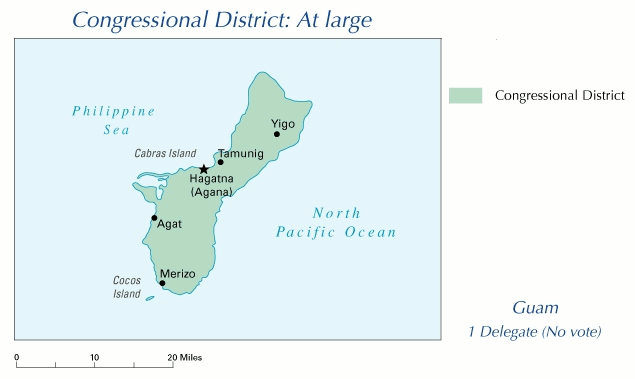
グアム準州全州選挙区

### 区域
グアム - 全域

### データ(2010年)
- 人口 - 159,358人 (有権者登録数: 55,884人[3][4])
- 面積 - 210平方マイル（540 km2）
- 民族構成：チャモロ系(37.26%)、フィリピン系(26.32%)、白人(7.1%)、チューク系(7.05%)[5]

## 代表一覧

### ワシントン代表
| No. | 任期       | 氏名                               |
| --- | ---------- | ---------------------------------- |
| 1   | 1965年 - ? | アントニオ・ボルハ・ウォン・パット |

### 議決権のない代議員
| 議会                          | 氏名                               | 政党   |
| ----------------------------- | ---------------------------------- | ------ |
| 第93議会 （1973年 - 1975年）  | アントニオ・ボルハ・ウォン・パット | 民主党 |
| 第94議会 （1975年 - 1977年）  | アントニオ・ボルハ・ウォン・パット | 民主党 |
| 第95議会 （1977年 - 1979年）  | アントニオ・ボルハ・ウォン・パット | 民主党 |
| 第96議会 （1979年 - 1981年）  | アントニオ・ボルハ・ウォン・パット | 民主党 |
| 第97議会 （1981年 - 1983年）  | アントニオ・ボルハ・ウォン・パット | 民主党 |
| 第98議会 （1983年 - 1985年）  | アントニオ・ボルハ・ウォン・パット | 民主党 |
| 第99議会 （1985年 - 1987年)   | ベン・ブラズ                       | 共和党 |
| 第100議会 （1987年 - 1989年） | ベン・ブラズ                       | 共和党 |
| 第101議会 （1989年 - 1991年） | ベン・ブラズ                       | 共和党 |
| 第102議会 （1991年 - 1993年） | ベン・ブラズ                       | 共和党 |
| 第103議会 （1993年 - 1995年） | ロバート・A・アンダーウッド        | 民主党 |
| 第104議会 （1995年 - 1997年） | ロバート・A・アンダーウッド        | 民主党 |
| 第105議会 （1997年 - 1999年） | ロバート・A・アンダーウッド        | 民主党 |
| 第106議会 （1999年 - 2001年） | ロバート・A・アンダーウッド        | 民主党 |
| 第107議会 （2001年 - 2003年)  | ロバート・A・アンダーウッド        | 民主党 |
| 第108議会 （2003年 - 2005年） | マドレーヌ・ボーダロ               | 民主党 |
| 第109議会 （2005年 - 2007年） | マドレーヌ・ボーダロ               | 民主党 |
| 第110議会 （2007年 - 2009年） | マドレーヌ・ボーダロ               | 民主党 |
| 第111議会 （2009年 - 2011年） | マドレーヌ・ボーダロ               | 民主党 |
| 第112議会 （2011年 - 2013年） | マドレーヌ・ボーダロ               | 民主党 |
| 第113議会 （2013年 - 2015年） | マドレーヌ・ボーダロ               | 民主党 |
| 第114議会 （2015年 - 2017年） | マドレーヌ・ボーダロ               | 民主党 |
| 第115議会 （2017年 - 2019年） | マドレーヌ・ボーダロ               | 民主党 |
| 第116議会 （2019年 - 2021年） | マイケル・サン・ニコラス           | 民主党 |
| 第117議会 （2021年 - 2023年） | マイケル・サン・ニコラス           | 民主党 |
| 第118議会 （2023年 - 2025年） | ジェームズ・モイラン               | 共和党 |
| 第119議会 （2025年 - 2027年） | ジェームズ・モイラン               | 共和党 |